# Friedrich Feederle
Friedrich Feederle (* 3. Juli 1825 in Hammereisenbach; † 1. Juli 1869 in Karlsruhe) war ein deutscher Architekt und Baubeamter.

## Leben
Friedrich Feederle war der Sohn des Hüttenverwalters Valentin Feederle und dessen Ehefrau Adelheide Feederle geb. von Engelberg. Ausgebildet wurde er in Donaueschingen und am Polytechnikum Karlsruhe, wo er Schüler von Heinrich Hübsch war. 1852 wurde er nach bestandener Prüfung im Baufach unter die Baupraktikanten aufgenommen. Von 1851 bis 1853 war er für Hübsch beim Bau des Hoftheaters Karlsruhe tätig. 1855 hatte er die Bauleitung bei der Restaurierung der Westfront mit Kuppel und Türmen des Speyerer Doms. Außerdem führte er die Bauleitung bei der Errichtung der katholischen Pfarrkirche St. Ludwig in Ludwigshafen. 1862 beauftragte ihn der gesundheitlich stark angeschlagene Hübsch mit der Fertigstellung des Tafelbands der „Altchristlichen Kirchen“. Im gleichen Jahr wurde Feederle zum Bezirksbauinspektor in Lörrach ernannt.
Von 1863 bis zu seinem frühen Tod bekleidete er mit dem Titel erzbischöflicher Baumeister das Amt des ersten Vorstands des neugegründeten Erzbischöflichen Bauamts des Erzbistums Freiburg in Karlsruhe.

## Werk

### Bauten

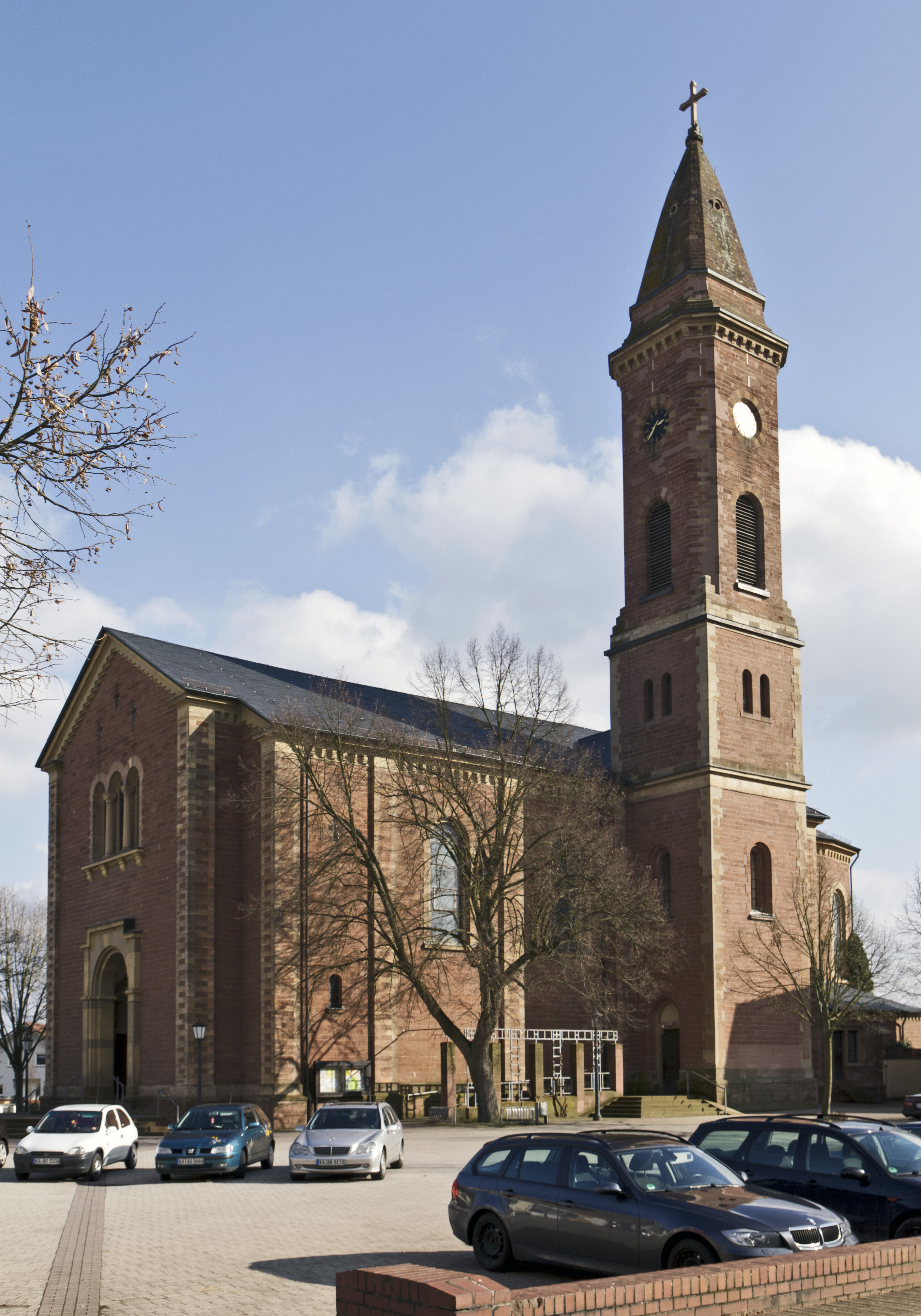
St. Nikolaus in Weiher

- 1860: Ausführung der Kirche St. Franz von Sales in Kandern nach Plänen von Heinrich Hübsch[6]
- 1864–1865: Umbau im Haus zum Riesen in Heidelberg[7]
- 1864–1866: St. Gallus in Bühl-Altschweier nach modifizierten Plänen von Heinrich Hübsch[8]
- Ausführungsentwurf zum Turm der Jesuitenkirche in Heidelberg[9]

sowie postum ausgeführt:
- 1870–1872: St. Nikolaus in Weiher[10]
- 1872: Wiesenkapelle in Forst[11]

### Schriften
- Friedrich Eisenlohr (Hrsg.): Holzbauten des Schwarzwaldes. Aufgenommen von F. Feederle. Karlsruhe 1853. (Digitalisat)